# Juan Goldin
Juan Goldin (10 de outubro de 1960) é um actor, argumentista e relações-públicas argentino. Mudou-se para Portugal há mais de vinte anos.

## Como actor
- Elenco adicional, Diego em Jardins Proibidos (2014), TVI 2014
- Elenco adicional, Dr. Jesus em Sol de Inverno, SIC 2013
- Elenco adicional, em Rosa Fogo, SIC 2011
- Convidado do programa Superconcurso, RTP 2007
- Actor convidado, Ramón em Inspector Max, TVI 2005
- Concorrente no programa Fear Factor, TVI 2004
- Actor convidado, Daniel em Médico de Família, SIC 1999
- Participação especial, em Débora, RTP 1998
- Elenco adicional, Garcia  em A Grande Aposta, RTP 1997
- Participação em vários programas de Jet 7, RTP 1996/1997
- Elenco principal, Tiago (capanga de Vasco) em Vidas de Sal, RTP 1996

## Como argumentista
- Viagem às Maravilhas, TVI 2007
- Ídolos, SIC 2003-2005
- Querida Mãe, telefilme para a SIC, 2001

## Em Departamento de Imprensa
- Big Brother, TVI 2001-2003
- Master Plan: O Grande Mestre, SIC 2002-2003
- Academia de Estrelas, SIC 2002
- Acorrentados (reality show), SIC 2001
- Confiança Cega, SIC 2001